# Metopilio cyaneus
Espèce
Metopilio cyaneus est une espèce d'opilions eupnois de la famille des Globipedidae.

## Distribution
Cette espèce est endémique du Salvador.

## Description
Le mâle holotype mesure 3 mm et la femelle paratype 4 mm.

## Systématique et taxinomie
Cette espèce a été décrite par Roewer en 1956.

## Publication originale
- Roewer, 1956 : « Spinnentiere aus El Salvador, II. (Arachnoidea: Ricinulei, Opiliones-Palpatores.). » Senckenbergiana biologica, vol. 37, p. 425–428.